# Tolkien Ensemble

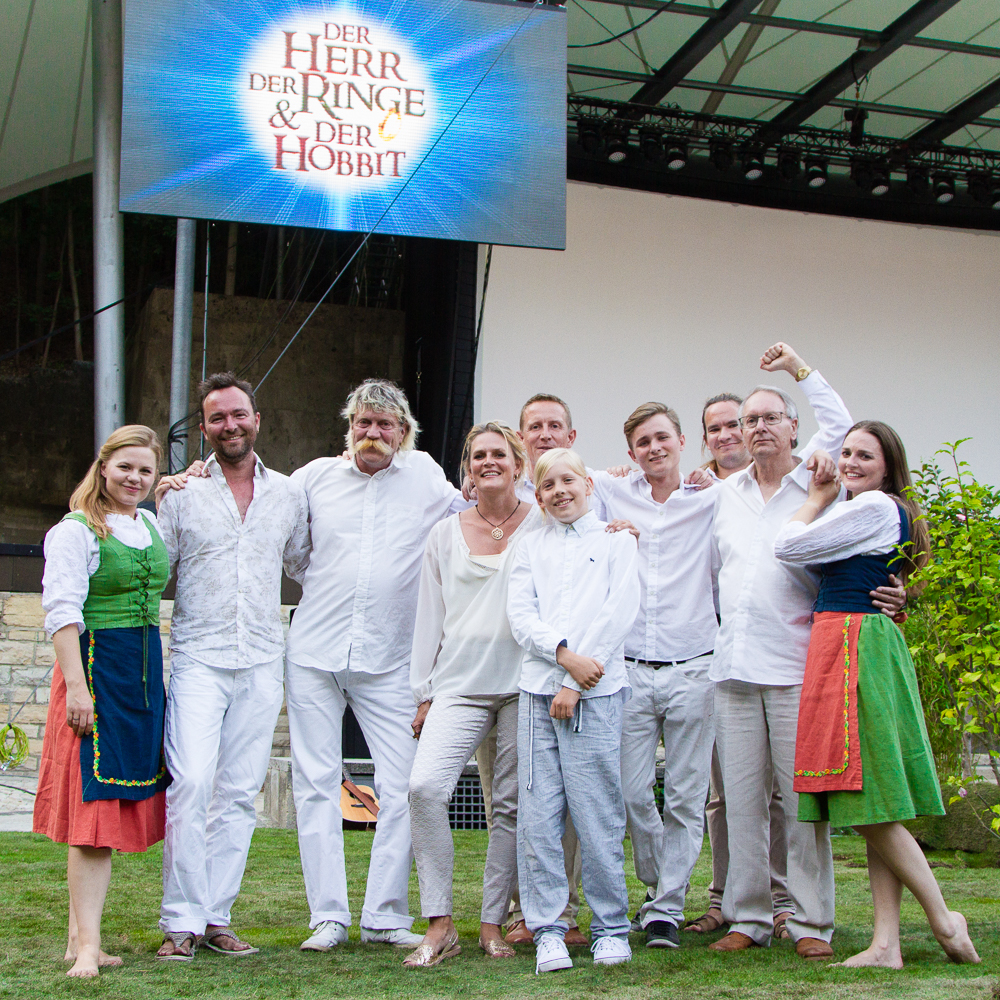
Le Tokien Ensemble en 2015

Le Tolkien Ensemble (fondé en 1995) est un ensemble musical danois dont le but est de créer « la première interprétation musicale complète des poèmes et chants du Seigneur des anneaux », le roman de John Ronald Reuel Tolkien. Cet ensemble a publié quatre CD entre 1997 et 2005, où tous les poèmes et chansons du Seigneur des anneaux sont mis en musique. Le projet a été approuvé à la fois par la famille de Tolkien et par l'éditeur HarperCollins. La reine Marguerite II de Danemark a autorisé l'utilisation de ses illustrations pour les pochettes de CD.
Parmi les membres permanents figurent Caspar Reiff et Peter Hall (composition, chant et guitare), Signe Asmussen (chant), Öyvind Ougaard (accordéon), Katja Nielsen (contrebasse) et Morten Ryelund Sørensen (chef d'orchestre et violon). L'acteur Christopher Lee récite des passages non chantés, dans certains poèmes.

## Discographie
- An Evening in Rivendell (1997)
Malene Nordtorp, Ole Jegindø Norup, Mads Thiemann, Morten Ernst Lassen, chœur de Commotio-Kvartetten, Polkageist.
- A Night in Rivendell (2000)
Ulrik Cold, Kurt Ravn, Povl Dissing, Mads Thiemann, Morten Ernst Lassen, Chœur de chambre Hymnia.
- At Dawn in Rivendell (2002)
Kurt Ravn, Morten Ernst Lassen, Peter Hall, Tom McEwan, Caspar Reiff, Chœur de chambre de Copenhague Camerata, Jeunes cordes de Copenhague. Récitation par Christopher Lee.
- Leaving Rivendell (2005)
Jørgen Ditlevsen, Kurt Ravn, Nick Keir, Chœur de chambre national danois, Sinfonietta de la radio danoise. Récitation par Christopher Lee.
- Complete Songs & Poems (2006)
Compilation des œuvres précédentes, tous les solistes ci-dessus y sont mentionnés.